# Campeonato Cearense Serie C 2023
El Campeonato Cearense de Serie C 2023 fue la 20.ª edición del torneo, organizado por la Federação Cearense de Futebol. El torneo comenzó el 17 de junio de 2023 y finalizó el 12 de agosto del mismo año. 
La competencia otorgó dos plazas a la Serie B 2024. En total, cinco equipos participaron en esa edición.

## Primera fase

### Clasificación
| Pos. | Equipo           | Pts. | PJ | G | E | P | GF | GC | Dif. | Clasificación 2023                                      |
| ---- | ---------------- | ---- | -- | - | - | - | -- | -- | ---- | ------------------------------------------------------- |
| 1    | Maranguape       | 19   | 8  | 6 | 1 | 1 | 18 | 3  | +15  | Clasificados a la final y ascendidos a la Serie B 2024. |
| 2    | Cariri           | 18   | 8  | 6 | 0 | 2 | 16 | 4  | +12  | Clasificados a la final y ascendidos a la Serie B 2024. |
| 3    | Calouros do Ar   | 15   | 8  | 5 | 0 | 3 | 15 | 10 | +5   |                                                         |
| 4    | Terra e Mar      | 4    | 8  | 1 | 1 | 6 | 3  | 20 | −17  |                                                         |
| 5    | Esporte Limoeiro | 2    | 8  | 0 | 2 | 6 | 2  | 17 | −15  |                                                         |

Actualizado a los partidos jugados el 5 de agosto de 2023.
 Fuente: FCF

## Fixture
- La hora de cada encuentro corresponde al huso horario correspondiente al Estado de Ceará (UTC-3).

| Calouros do Ar | 0 - 2 | Cariri           | Moraisão | 17 de junio | 15:00 |
| Terra e Mar    | 0 - 0 | Esporte Limoeiro | Moraisão | 18 de junio | 15:00 |

| Cariri     | 2 - 0 | Terra e Mar    | Inaldão  | 24 de junio | 15:00 |
| Maranguape | 6 - 0 | Calouros do Ar | Moraisão | 24 de junio | 15:00 |

| Terra e Mar      | 1 - 2 | Maranguape | Raimundão | 1 de julio | 15:00 |
| Esporte Limoeiro | 1 - 2 | Cariri     | Bandeirão | 2 de julio | 15:00 |

| Maranguape     | 2 - 0 | Esporte Limoeiro | Moraisão | 5 de julio | 15:00 |
| Calouros do Ar | 1 - 0 | Terra e Mar      | Moraisão | 6 de julio | 15:00 |

| Cariri           | 0 - 1 | Maranguape     | Inaldão   | 8 de julio | 15:00 |
| Esporte Limoeiro | 0 - 2 | Calouros do Ar | Bandeirão | 9 de julio | 15:00 |

| Cariri           | 0 - 1 | Calouros do Ar | Inaldão   | 15 de julio | 15:00 |
| Esporte Limoeiro | 0 - 2 | Terra e Mar    | Bandeirão | 16 de julio | 15:00 |

| Terra e Mar    | 0 - 4 | Cariri     | Raimundão | 22 de julio | 15:00 |
| Calouros do Ar | 0 - 2 | Maranguape | Raimundão | 23 de julio | 15:00 |

| Maranguape | 5 - 0 | Terra e Mar      | Moraisão       | 26 de julio | 15:00 |
| Cariri     | 4 - 1 | Esporte Limoeiro | Arena Romeirão | 27 de julio | 20:00 |

| Terra e Mar      | 0 - 6 | Calouros do Ar | Raimundão | 29 de julio | 15:00 |
| Esporte Limoeiro | 0 - 0 | Maranguape     | Bandeirão | 30 de julio | 15:00 |

| Maranguape     | 0 - 2 | Cariri           | Moraisão  | 5 de agosto | 15:00 |
| Calouros do Ar | 5 - 0 | Esporte Limoeiro | Raimundão | 5 de agosto | 15:00 |

## Final
| Maranguape | 1 - 0 | Cariri | Moraisão | 12 de agosto | 15:00 |

## Goleadores
Actualizado el 12 de agosto de 2023.
| Pos. | Jugador | Equipo         | Goles |
| ---- | ------- | -------------- | ----- |
| 1    | Joelson | Maranguape     | 6     |
|      | Dalvan  | Cariri         | 6     |
| 3    | Everton | Cariri         | 5     |
|      | Luis    | Maranguape     | 5     |
| 5    | Conrado | Calouros do Ar | 3     |